# AutoZone
AutoZone — компания США по продаже автомобильных комплектующих и аксессуаров. Компания была основана в 1979 году, ей принадлежит около 7000 магазинов в США, Мексике и Бразилии. Штаб-квартира расположена в Мемфисе, штат Теннесси, США.
В числе крупнейших компаний США по размеру выручки в 2022 году (список Fortune 500) AutoZone заняла 249-е место. В списке крупнейших публичных компаний мира Forbes Global 2000 за 2022 год AutoZone заняла 669-е место.

## История
Первый магазин был открыт Питтом Хайдом в Арканзасе 4 июля 1979 года. Семья Хайдов была владельцем сети бакалейных магазинов Malone & Hyde, основанной в 1907 году. Первоначально магазины назывались Auto Shack. Сеть быстро росла, уже через пять лет она насчитывала 200 магазинов в 13 штатах. В 1987 году Auto Shack отделилась от Malone & Hyde и сменила название на AutoZone. Смена названия была связана с урегулированием судебных исков с Tandy Corporation, которой принадлежала торговая марка «Radio Shack».
В 1988 году был запущен собственный бренд автозапчастей Duralast. В 1989 году с оборотом 500 млн долларов AutoZone стала третьей крупнейшей компанией по торговле автозапчастями в США. В апреле 1991 года компания разместила свои акции на Нью-Йоркской фондовой бирже, в следующем году продажи превысили миллиард долларов. В 1996 году компания начала оптовую торговлю автозапчастями, также в этом год была куплена ALLDATA Corporation, разработчик программного обеспечения для диагностики автомобилей. С 1998 года компания начала расти за счёт поглощений, первыми покупками стали сети магазинов автозапчастей Auto Palace, Chief Auto Parts, а также TruckPro L.P., продававшая запчасти к грузовым автомобилям. Также в 1998 году был открыт первый магазин в Мексике.
AutoZone принадлежит права на название мемфисского бейсбольного стадиона, на котором проводит домашние матчи команда «Мемфис Редбёрдс» из лиги Тихоокеанского побережья. Компания также спонсирует AutoZone Liberty Bowl. В 2004 году AutoZone отпраздновала своё 25-летие и объявила о спонсорском соглашении с NASCAR. Кроме того, основатель Питт Хайд III был включён в автомобильный зал славы, став первым продавцом автокомплектующих, включённым в Зал славы. В 2007 году AutoZone спонсировали Кевина Харвика и Тимоти Питерса из NASCAR Busch Series.

## Деятельность
AutoZone владеет сетью магазинов по продаже автозапчастей, средств по уходу за автомобилем и аксессуаров. На август 2022 года сеть насчитывала 6168 магазинов в США, 703 в Мексике и 72 в Бразилии; наибольшее число магазинов было в штатах Техас (670), Калифорния (649), Флорида (414), Огайо (281), Иллинойс (246), Северная Каролина (235), Мичиган (218), Пенсильвания (216), Нью-Йорк (212). Помимо розничной торговли осуществляет также оптовую торговлю сервисным центрам и автотранспортных предприятиям. Компания кроме этого осуществляет разработку и продажу диагностического программного обеспечения под брендом ALLDATA.